# The Drones

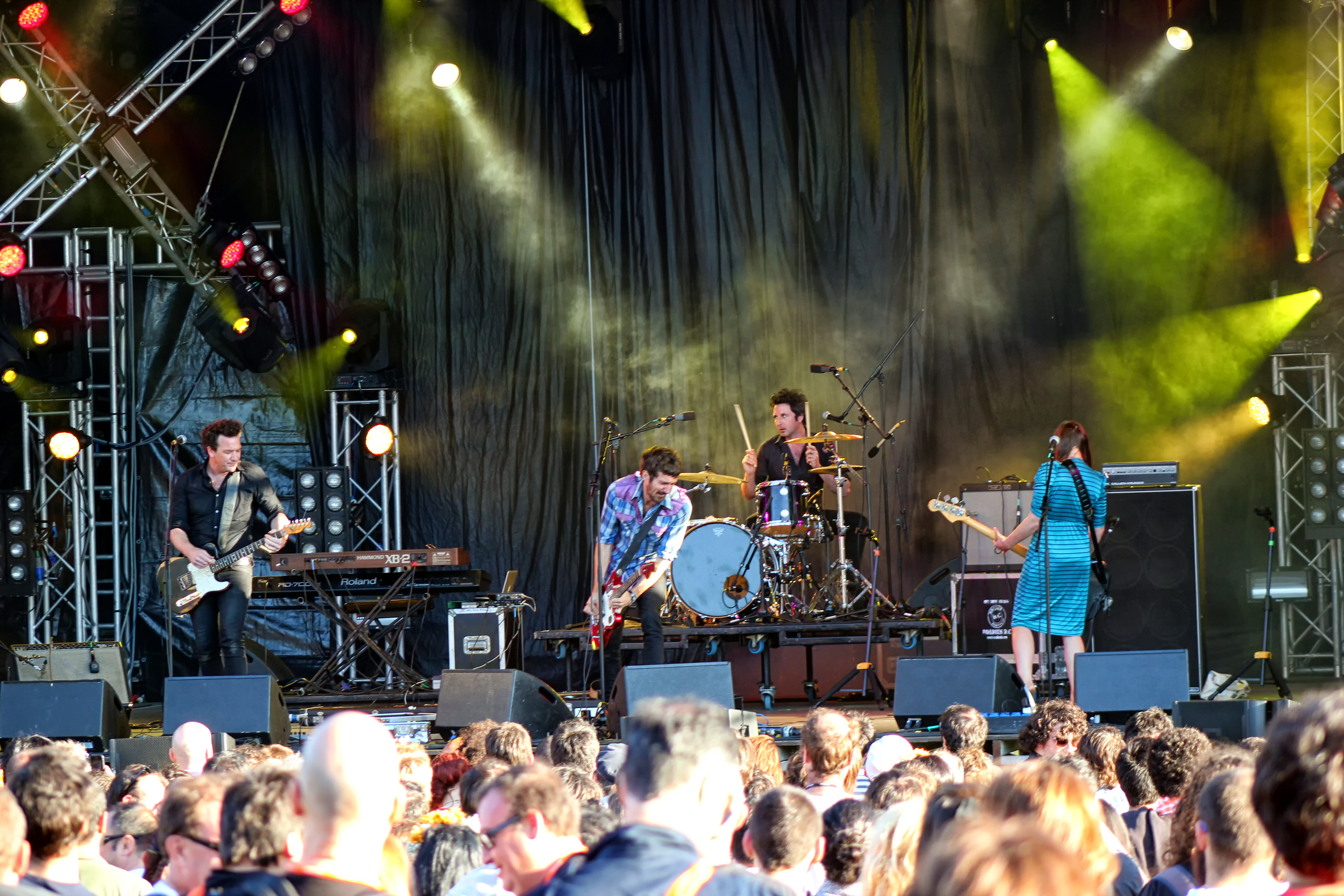
The Drones à Porto en 2013.

The Drones est un groupe de musique australien formé à Perth en 1997 par Gareth Liddiard et Rui Pereira et dissous en 2016.
Il est composé du chanteur-compositeur Gareth Liddiard, de la bassiste Fiona Kitschin, du guitariste Dan Luscombe, du batteur Christian Strybosch et du claviériste Steve Hesketh.

## Discographie

### Albums studio

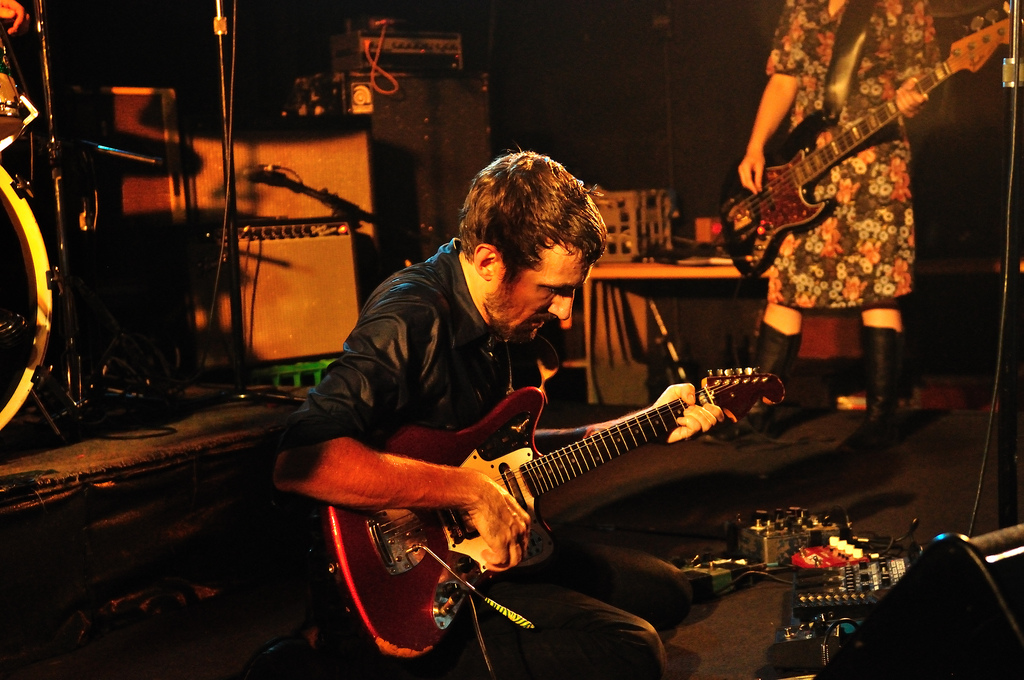
Gareth Liddiard avec The Drones en 2011.

- 2002 Here Come the Lies Spooky Records
- 2005 Wait Long by the River and the Bodies of Your Enemies Will Float By In-Fidelity Recordings/Shock Records
- 2006 Gala Mill ATP Recordings / Shock
- 2008 Havilah ATP Recordings
- 2013 I See Seaweed
- 2016 Feelin Kinda Free  Tropical Fuck Storm Records